# Erik Krabbe (rigsråd)
 For alternative betydninger, se Erik Krabbe. (Se også artikler, som begynder med Erik Krabbe)
Erik Krabbe (1510-1564) var en dansk lensmand og rigsråd. Han forfattede adskillige biografier om sine samtidige, udgav Den danske Rimkrønike, oversatte Valdemar Sejrs Jyske Lov til tysk og samlede en mængde retsakter.
Fra 1541 til hans død i 1564 var Erik lensmand til Aastrup len på Vendsyssel, der omfattede herrederne Vennebjerg og Jerslev.
Den 20. august 1559 blev Erik Krabbe slået til ridder ved Frederik 2.s kroning.
 Der er for få eller ingen kildehenvisninger i denne artikel, hvilket er et problem. Du kan hjælpe ved at angive troværdige kilder til de påstande, som fremføres i artiklen.